# Parafia św. Jana Chrzciciela w Bartoszycach
Parafia pw. św. Jana Chrzciciela w Bartoszycach, rzymskokatolicka parafia należąca do dekanatu Bartoszyce.